# Giovanni Cesare Pagazzi

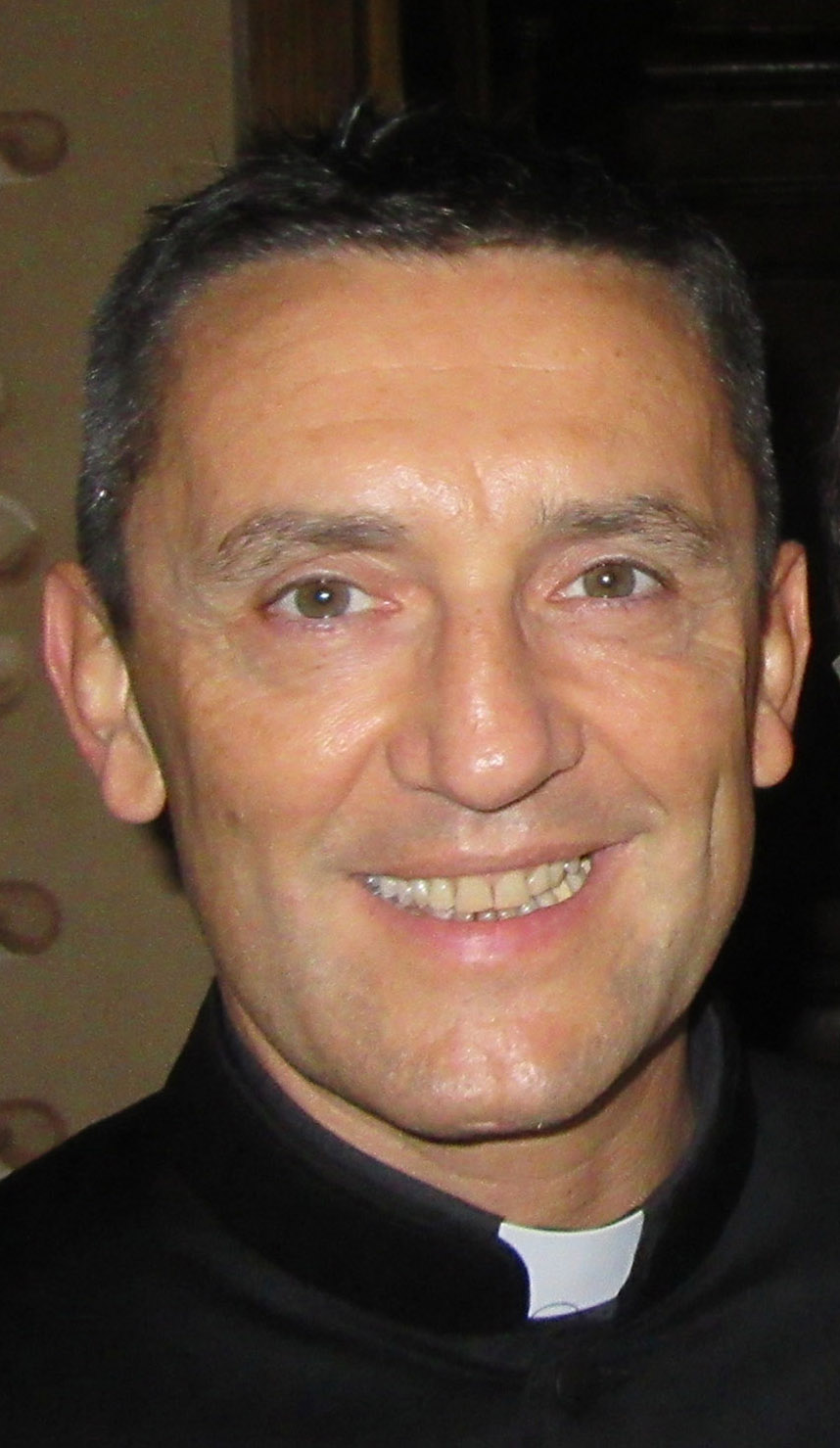
Giovanni Cesare Pagazzi (2018)

Erzbischofswappen von Giovanni Cesare Pagazzi

Giovanni Cesare Pagazzi (* 8. Juni 1965 in Crema) ist ein italienischer römisch-katholischer Geistlicher, Theologe und Kurienerzbischof.

## Leben
Giovanni Cesare Pagazzi besuchte das Istituto Magistrale Maria Santissima Bambina in Lodi. Ab 1983 studierte er Philosophie und Katholische Theologie an den Priesterseminaren in Crema und Lodi. Am 23. Juni 1990 empfing Pagazzi durch Bischof Giacomo Capuzzi das Sakrament der Priesterweihe für das Bistum Lodi. An der Päpstlichen Universität Gregoriana in Rom erwarb er nach weiterführenden Studien 1994 ein Lizenziat im Fach Katholische Theologie und wurde 1996 bei Ángel Antón SJ mit der Arbeit La singolarità di Gesù come criterio di unità e differenza nella Chiesa („Die Einzigartigkeit Jesu als Kriterium für Einheit und Unterschied in der Kirche“) zum Doktor der Theologie promoviert.
1996 wurde Giovanni Cesare Pagazzi Professor für Ekklesiologie und Christologie an der Philosophisch-Theologischen Hochschule der Priesterseminare in Crema und Lodi, als deren Direktor er zudem von 2003 bis 2011 und erneut ab 2015 fungierte. Von 1995 bis 2005 war er zusätzlich Professor für Ekklesiologie, Christologie und Anthropologie am Collegium Alberoni in Piacenza. Außerdem lehrte Pagazzi Christologie an der Philosophisch-Theologischen Hochschule in Bologna (2003–2004), am Pastoralliturgischen Institut Santa Giustina in Padua (2006–2007), an der Theologischen Fakultät der Emilia-Romagna (2006–2009), an der Päpstlichen Theologischen Fakultät von Sizilien in Palermo (2008–2009) und an der Theologischen Fakultät von Norditalien in Mailand (2009–2010 und 2013–2014) sowie theologische Ästhetik an der Accademia di Belle Arti di Brera (2014–2015) und Systematische Theologie am Turiner Sitz der Päpstlichen Universität der Salesianer (2014–2015). Ferner war er von 2013 bis 2014 Gastprofessor an der Päpstlichen Universität Gregoriana. Darüber hinaus wirkte er von April 2018 bis Juni 2020 als Direktor und ab 2021 als Vizedirektor des Religionswissenschaftlichen Instituts Sant’Agostino der Bistümer Crema, Cremona, Lodi, Pavia und Vigevano. Ab Oktober 2019 war Pagazzi Professor für Ekklesiologie am Theologischen Institut für Ehe- und Familienwissenschaften in Rom. Am 29. Oktober 2021 berief ihn Papst Franziskus zudem zum Konsultor der Kongregation für die Glaubenslehre (seit 2022: Dikasterium für die Glaubenslehre).
Neben seiner akademischen Tätigkeit war Pagazzi ab November 2009 als Verantwortlicher für die Ausbildung der Ständigen Diakone im Bistum Lodi und ab September 2022 als Seelsorger in der Pfarrei Assunzione della Beata Vergine Maria in Santo Stefano Lodigiano tätig.
Am 26. September 2022 ernannte ihn Papst Franziskus zum Sekretär des Dikasteriums für die Kultur und die Bildung, zunächst ohne ihn in den Bischofsrang zu erheben. Am 30. November 2023 ernannte ihn der Papst zum Titularerzbischof pro hac vice von Bellicastrum. Der Kardinalpräfekt des Dikasteriums für die Kultur und die Bildung, José Tolentino Calaça de Mendonça, spendete ihm am 10. Februar des folgenden Jahres im Dom von Lodi die Bischofsweihe. Mitkonsekratoren waren der Bischof von Lodi, Maurizio Malvestiti, und Kurienbischof Paul Tighe. Das Bischofswappen in blau und gelb, den Landesfarben der Ukraine, zeigt einen Wolf und ein Lamm, die nach dem als Bischofsmotto gewählten Vers aus dem biblischen Buch Jesaja (Jes 11,6 ) friedlich miteinander auskommen.
Papst Franziskus bestellte ihn am 28. März 2025 zum Archivar und Bibliothekar der Heiligen Römischen Kirche. Am 9. Mai 2025 bestätigte ihn Papst Leo XIV. in diesem Amt.

## Schriften (Auswahl)
- La singolarità di Gesù come criterio di unità e differenza nella Chiesa. Glossa, Mailand 1997, ISBN 88-7105-065-7.
- „Unico Dio generato“ (Gv 1,18). Idee per una cristologia del „Figlio“ (= Teologia. Band 23). 1998, S. 66–99.
- In principio era il legame. Sensi e bisogni per dire Gesù (= Studi cristologici). Cittadella, Assisi 2004, ISBN 88-308-0778-8.
- Il polso della Verità. Memoria e dimenticanza per dire Gesù (= Studi cristologici). Cittadella, Assisi 2006, ISBN 88-308-0838-5.
- Il prete oggi. Tracce di spiritualità (= Cammini di Chiesa). EDB, Bologna 2010, ISBN 978-88-10-51203-6.
- Sentirsi a casa. Abitare il mondo da figli (= Nuovi saggi teologici). EDB, Bologna 2010, ISBN 978-88-10-40596-3.
- C’è posto per tutti. Legami fraterni, paura, fede. Vita e pensiero, Mailand 2014, ISBN 978-88-343-2516-2.
- Fatte a mano. L’affetto di Cristo per le cose (= Nuovi saggi teologici). EDB, Bologna 2014, ISBN 978-88-10-40837-7.
- La cucina del Risorto. Gesù cuoco per l’umanità affamata (= Pane nostro). EMI, Bologna 2014, ISBN 978-88-307-2214-9.
- Gesù mio perdona le nostre colpe (= Contemplatio). Glossa, Mailand 2016, ISBN 978-88-7105-367-7.
- Questo è il mio corpo. La grazia del signore Gesù (= Nuovi saggi teologici). EDB, Bologna 2016, ISBN 978-88-10-41219-0.
- Il garbo del Vincitore (= Al pozzo di Sicàr). Paoline, Mailand 2018, ISBN 978-88-315-4959-2.
- La carne (= I semi teologici di Francesco). San Paolo Edizioni, Cinisello Balsamo 2018, ISBN 978-88-922139-9-9.
- Tua è la potenza. Fidarsi della forza di Cristo. San Paolo Edizioni, Cinisello Balsamo 2019, ISBN 978-88-922204-7-8.
- In pace mi corico. Il sonno e la fede (= Universo teologia. Limina). San Paolo Edizioni, Cinisello Balsamo 2021, ISBN 978-88-922265-6-2.